# Louis van Gasteren
Louis Alphonse van Gasteren (Amsterdam, 20 november 1922 – aldaar, 10 mei 2016) was een Nederlandse filmregisseur, filmproducent en beeldend kunstenaar.

## Levensloop

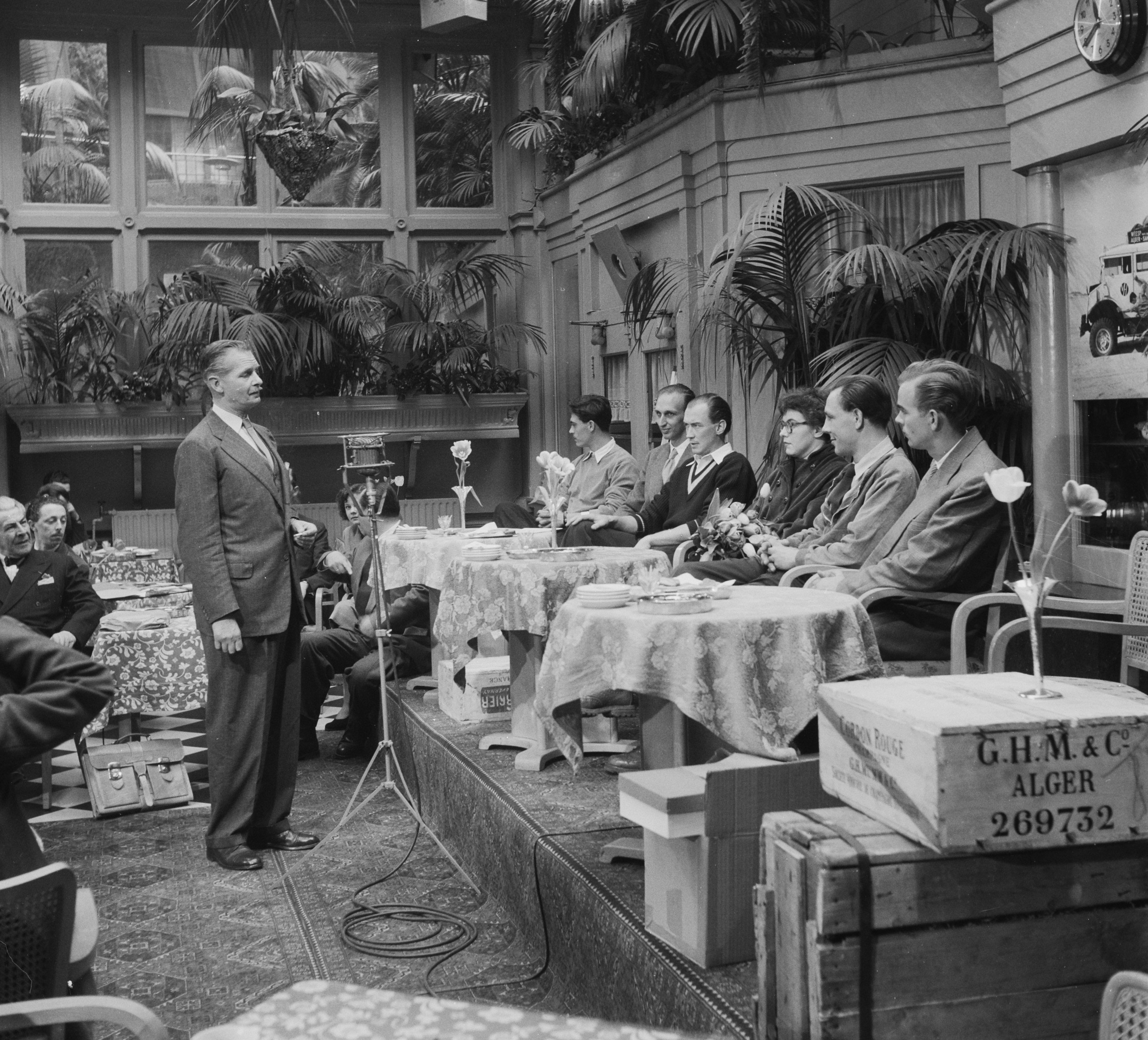
Ontvangst van de leden van de Van Houten-expeditie na terugkeer in april 1952. Van Gasteren zit tweede van rechts.

Van Gasteren was de zoon van acteur Louis Augustaaf van Gasteren (1887-1962) en zangeres Elise Menagé Challa (1888-1962) en de broer van de actrice Josephine van Gasteren (1917-1989). Hij was aanvankelijk elektricien. Van jongs af aan had hij belangstelling voor het medium film. Hij organiseerde in de jaren veertig vertoningen voor De Nederlandsche Filmliga en een filmmuziekconcert in het Concertgebouw te Amsterdam en de Houtrusthallen in Den Haag. Via de elektrotechniek raakte hij als geluidstechnicus ook betrokken bij de productie van films. Zo liep hij stage bij de Eclair Studio's in Épinay-sur-Seine, en werkte hij bij Polygoon in Haarlem.
Zijn eerste film produceerde Van Gasteren in 1952 voor de firma Van Houten, samen met Theo van Haren Noman.
Naast film toonde Van Gasteren een levendige belangstelling voor waterbeheer. Zo was hij nauw betrokken bij het voorlichtingscentrum op Neeltje Jans en ontwierp hij de permanente expositie Normaal Amsterdams Peil in het Amsterdamse Stadhuis/Muziektheater.
Van Gasteren woonde in Amsterdam en was getrouwd. Hij overleed in 2016 na een ziekbed op 93-jarige leeftijd.

## Zaak-Oettinger
Van Gasteren kwam na de oorlog in opspraak in verband met de zaak-Oettinger, ook wel bekend als de moord in de Beethovenstraat. In 1943 werd de invalide Jood Walter Oettinger gedood. Louis van Gasteren stelde dat het een verzetsdaad betrof, maar anderen beschuldigden hem van een roofmoord.
Op 24 mei 1943 doodde Van Gasteren, destijds elektricien, in zijn Amsterdamse woning de Duits-joodse onderduiker Walter Oettinger door hem met een zware kabel op het hoofd te slaan en hem vervolgens te verdrinken in een badkuip. Van Gasteren werd in 1944 veroordeeld tot vier jaar gevangenisstraf. Na de oorlog werd hem in 1946 door minister Kolfschoten gratie verleend, nadat hiertoe bij de minister was gelobbyd.
Van Gasteren stelde in 1989, in een interview, dat hij uit zelfbescherming had gehandeld, omdat Oettinger met zijn gedrag hem en anderen in gevaar zou brengen. In 1990 schreef de journalist Bart Middelburg in Het Parool een reeks artikelen, waarin gesuggereerd werd dat het eigenlijk een ordinaire roofmoord was. Ook zou Van Gasteren hebben geprobeerd Oettinger te vergiftigen. Een andere onderduiker, die de voor Oettinger bestemde vergiftigde thee opdronk, zou hierdoor zijn overleden.
Van Gasteren protesteerde bij de rechtbank, werd in het ongelijk gesteld maar kreeg in hoger beroep gelijk van het Amsterdamse Gerechtshof. Het Parool stapte naar de Hoge Raad, die in 1995 oordeelde dat Het Parool onzorgvuldig was geweest. De krant moest een schadevergoeding betalen aan Van Gasteren.
Eind 1997 oordeelde de Centrale Raad van Beroep dat Van Gasteren geen recht had op een verzetspensioen omdat het doden van Oettinger niet als verzetsdaad kon worden aangemerkt.
In 1998 werd het boek Wandelingen door moorddadig Amsterdam van de journalist Eric Slot door de uitgever uit de handel genomen. Van Gasteren had gedreigd met juridische stappen, omdat Slot in het boek "onjuist en/of onvolledig" zou zijn geweest over de dood van Oettinger.
De columniste Pamela Hemelrijk publiceerde later in 1998 op een website een open brief aan de Hoge Raad. Daarin klaagde ze dat het door het arrest van 1995 niet meer mogelijk zou zijn nog iets te zeggen over de zaak-Oettinger zonder schadeclaims van Van Gasteren. Een column van gelijke strekking was eerder door het Algemeen Dagblad geweigerd. Nadat de Raad voor de Journalistiek Van Gasteren in een klacht niet-ontvankelijk verklaarde, spande hij wederom een rechtszaak aan. Daarin eiste hij een schadevergoeding en verbod op publicatie van de brief, onder meer vanwege schending van zijn privacy. De rechtbank oordeelde in 2003 dat het arrest van de Hoge Raad strikt genomen alleen betrekking had op de zaak Van Gasteren versus Het Parool/Middelburg, en dat daarin weliswaar was beslist dat de publicatie onrechtmatig was omdat Van Gasteren daarin van roofmoord was beschuldigd, maar dat daarbij over de vraag of hij uit verzetsmotief had gehandeld niets was beslist. Het arrest van de Hoge Raad speelde voor deze nieuwe zaak dus geen rol en de rechtbank kon daarom een zelfstandige afweging maken tussen het recht op vrijheid van meningsuiting van Hemelrijk en de privacy van Van Gasteren. Deze laatste kon zich volgens de rechtbank niet ten volle op privacybescherming beroepen, aangezien hij zelf in een uitzending van Het uur van de wolf over de zaak in de publiciteit was getreden. De rechtbank stelde in de uitspraak ook dat geen overtuigend bewijs voorhanden was dat de doodslag op Oettinger een verzetsdaad zou zijn. Hemelrijks open brief, die volgens de rechtbank het karakter had van een column en daarom aan minder strenge criteria voor zorgvuldigheid moest worden getoetst dan een publicatie van een onderzoeksjournalist, was niet onrechtmatig en de eis van Van Gasteren werd afgewezen.
Van Gasteren trachtte in 2006 met een kort geding een nieuwe publicatie van Eric Slot, De dood van een onderduiker - Louis van Gasteren en de waarheid, te verbieden. Het boek was volgens de rechter echter niet onrechtmatig en kon dus gewoon verschijnen. Slot had geen aanwijzingen gevonden voor een roofmoord, maar trok wel de betrokkenheid van het verzet bij de liquidatie in twijfel.

## Werk

### Film en televisie
Circa 70 films en televisiereportages, gedraaid op 35mm, 16mm en video.
- 1952 - Bruin goud - Documentaire over cacao en chocolade, op locatie gedraaid in Ghana en Nederland, regie Theo van Haren Noman, 90 min
- 1953 - Dwars door de Sahara - Verslag van de reis Amsterdam-Accra en vice versa, voor de film Bruin goud, 45 min.
- 1953 - Accra, haven zonder kranen, 10 min.
- 1954 - Railplan '68 - Documentaire over de nachtelijke vervanging van tramrails op het Leidseplein in Amsterdam, 15 min
- 1955 - Vliegende schotels geland - Verrassende reclamefilm voor Albert Heyn’s Boffie Koffie, als speelfilm gedraaid, 4 min
- 1960 - Stranding - Thriller, gedraaid op de gestrande Ecuador voor de kust van Terschelling, 90 min
- 1960 - Een nieuw dorp op nieuw land - Documentaire over ontwerp, bouw en de eerste bewoners van het dorp Nagele in de pas drooggelegde Noordoostpolder, 25 min
- 1961 - Alle vogels hebben nesten - Documentaire over de systeembouw als antwoord op de naoorlogse woningnood, 25 min
- 1961 - Het huis - Speelfilm over een huis dat gebouwd en tegelijkertijd afgebroken wordt. Geen dialogen. Europese en Amerikaanse onderscheidingen, 32 min.[11]
- 1962 - Warffum, 220562 - Gespeelde documentaire over de ingebruikneming, op 22 mei 1962 te Warffum, van de laatste geautomatiseerde telefooncentrale, 26 min
- 1963 - Mayday - Documentaire over het reddingswerk op zee: de successen en het falen, 20 min
- 1964 - D'r is telefoon voor u - Documentaire over de telefonie in Nederland, 46 min
- 1964 - Marl – Das Rathaus - Portret van het nieuwe stadhuis van de Nederlandse architecten Van den Broek en Bakema in het Duitse stadje Marl, 56 min
- 1964 - Jazz and poetry - De Amerikaanse dichter Ted Joans leest uit zijn werk met begeleiding van de jazz musici Piet Kuiters, Ruud Jacobs, Cees See en Herman Schoonderwalt. Locatie: Sheherazade, Amsterdam, 14 min
- 1965 - Out of my skull - Eerste Nederlandse experimentele film, gedraaid tijdens verblijf als gasthoogleraar op Harvard University, Carpenter Center for visual Arts, op uitnodiging van Robert Gardner, 15 min
- 1966 - Omdat mijn fiets daar stond (nr 1 in de serie Land en volk) - Politie-optreden na de opening van een fototentoonstelling van het huwelijk van prinses Beatrix en prins Claus. Werd verboden door de Centrale Commissie voor de Filmkeuring voor publieke vertoning, 11 min
- 1967 - Do you get it, Nr 1 - Analyse van het harde optreden van de Amsterdamse politie aan de hand van beelden uit Omdat mijn fiets daar stond, 9 min
- 1968 - Bericht uit Biafra - Documentaire over de Biafra-oorlog, in samenwerking met Johan van der Keuken en Roeland Kerbosch. Staatsprijs voor Filmkunst 1969, 50 min Nederlandse Staatsprijs voor Filmkunst
- 1969 - Begrijpt u nu waarom ik huil? - Een LSD-sessie, gegeven door Prof. J. Bastiaans aan een concentratiekampslachtoffer. De film werd uitgezonden door de VARA en in 1977 uitgezonden door de WDR, 62 min
- 1970 - Waterwalk - Het door Theo Botschuyver en Jeffrey Shaw ontworpen plastic kunstwerk waarmee over water kan worden gelopen, 7 min
- 1971 - Arne Naess, Leszek Kolakowski, Henri Lefebvre, Freddy Ayer - Portretten van de filosofen Arne Næss, Leszek Kołakowski, Henri Lefebvre en Alfred Ayer ten behoeve van het Internationaal Filosofen Project onder leiding van Fons Elders, NOS, elk 15 min
- 1971 - Il n’y a plus de temps a perdre - Film voor de ORTF ten behoeve van debat met Sicco Mansholt, 12 min
- 1971 - Bericht uit Europa, nr 1 - Film over de structuur van de Europese Gemeenschap
- 1971 - Bericht uit Khartoum - Verslag van het process in Zuid-Soedan tegen huurling-idealist-vrijheidsstrijder Rolf Steiner, die ook actief was in Biafra, 27 min
- 1972 - Bericht uit Europa, Nr 3 - De vraagstukken waarvoor de burgers in Europa zich zien geplaatst. 45 min
- 1972 - Sans titre - Film voor de ORTF ten behoeve van debat met Sicco Mansholt, 10 min
- 1972-1974 - Bericht uit Parijs, Londen, Boterberg, Franse Verkiezingen, Bericht Uit Italië - Serie van vijf televisiefilms over Europa voor het Nederlandse programma E’72, E’73, E’74, elk 30 min
- 1973 - On ne sait pas - Portret van een Franse plattelandsvrouw, 13 min
- 1974 - Multinationals - Documentaire over de rol van multinationale ondernemingen
- 1975 - Corbeddu - Eerste van drie films over Sardinië. Kan de bandiet Corbeddu beschouwd worden als de Robin Hood van Sardinië? 72 min
- 1975 - Do you get it, nr 3 - Tweede film over perceptie en interpretatie. De confrontatie tussen een politieman en een ‘arbeider met schop’, die zich bij het zien van een camera onsterfelijk willen maken, 13 min
- 1976 - Salude e libertade - Geschiedenis en cultuur van Sardinië, 52 min
- 1977 - Il riso Sardonico - Mythe en wetenschap. Verklaringen voor de overblijfselen van Sardinië’s steentijd, 56 min
- 1978 - Do you get it, nr 4 - Een dorpspleintje in Sardinië geeft aanleiding tot bespiegelingen over de werkelijkheid van de filmregisseur, 15 min
- 1978 - Een verstoorde maaltijd in een Russisch klooster - Porno uit de jaren 1900-1910, samengesteld uit stom 35mm filmmateriaal
- 1979 - Open het graf - Opnamen van Jan Vrijman uit 1962 van de eerste happening in Amsterdam, in 1979 van commentaar voorzien door toenmalige deelnemers, 15 min
- 1979 - De ingreep (nr 2 in de serie Land en volk) - Bart Huges boorde in 1964 een gat in zijn schedel. Een dag na de ingreep vertelt hij over de geestverruimende werking ervan, 22 min
- 1980 - Wirbula flow forms - Film over het waterkunstwerk van John Wilks, 10 min
- 1982 - Höhe über Null - Documentaire over het Normaal Amsterdams Peil, 28 min
- 1983 - Hans Het Leven voor de dood - Een film van 2,5 uur over de in 1963 gestorven componist Hans van Sweeden en zijn generatiegenoten. Gouden Kalf voor de Nederlandse film 1983, Prijs van de Nederlandse critici 1983, Beste documentaire 1980-1990, 155 min
- 1983 - Allemaal rebellen - Drie documentaires over de Amsterdamse ‘scene’, 1955-1965, elk 50 min
- 1984 - Dode duiven vallen om mij heen - Documentaire over de muziek van Hans van Sweeden, uitgevoerd door Vera Beths, Dorothy Dorow, Ary Jongman en Ton Hartsuiker, 30 min
- 1985 - De eerste mens op Sardinië - Verslag van het werk van de paleontoloog in de grot van Corbeddu, 15 min
- 1988 - N N im Rathaus - Verslag van de bouw van het NAP-project in het Stadhuis/Muziektheater te Amsterdam, 45 min
- 1989 - Een zaak van niveau - 1000 Jaar Nederlandse waterhuishouding. Gedraaid op 16mm, afgewerkt op video met 3D animaties. Golden Camera Award Chicago, Sony Video Award, Filmprijs van het Amsterdams Fonds voor de Kunst, Special Commendation Prix Futura Berlijn. 56 min
- 1994 - Why do pigeons home? - Verslag van een experiment met een mobiel duivenhok onder leiding van Rupert Sheldrake en Wim Nuboer. 30 min
- 1997 - Beyond words - Interview met de Indiase goeroe Meher Baba, opgenomen in 1967; 30 min
- 2002 - In een Japanse stroomversnelling - Film over de rol van de watermannen (Nederlandse ingenieurs als George Arnold Escher en Johannis de Rijke in Japan) in de 19e eeuw, 85 min
- 2003 - De prijs van overleven - Film over het posttraumatisch stresssyndroom, 56 min Gouden Kalf voor de beste (korte) documentaire Utrecht 2003
- 2005 - Het verdriet van Roermond - 4-delige serie over de executie van 14 burgers in Roermond op 26 december 1944 en de gevolgen ervan, 4 × 50 min.
- 2006 - Het verdriet van Roermond - Korte versie van de 4-delige serie, 90 min
- 2008 - Sicco Mansholt, van boer tot Eurocommissaris - Film voor tentoonstelling over Mansholt in het Veenkoloniaal Museum te Scheemda, 21 min
- 2009 - Overstag - Filmportret over Sicco Mansholt, met beeldmateriaal uit het familiearchief, 80 min
- 2011 - Terug naar Nagele - Vervolg op Een nieuw dorp op nieuw land uit 1960, 75 min
- 2012 - Nema aviona za Zagreb - Een autobiografische film, 82 min

### Publicaties in druk
- Hans. Het leven voor de dood (Tabula, 1983): draaiboek van de gelijknamige film
- Allemaal rebellen (Tabula, 1984): draaiboek van drie films
- Brug 101 (Euro Book Productions, 1988), de restauratie van de Ceintuurbaanbrug over de Amstel, met tekeningen van Jos Dijkman, gemaakt voor Van Hattum en Blankevoort
- 100 Jaar Nederlandse Maatschappij voor Tandheelkunde (Euro Book Productions, 1989): gedenkboek
- Een zaak van niveau (Euro Book Productions, 1991): draaiboek met een 20-tal achtergrondartikelen over onderwerpen die in de film aan de orde komen
- In een Japanse stroomversnelling (Walburg Pers/Euro Book Productions, 2000): boek over de rol van de Nederlandse ingenieurs in de Meiji-periode
- Kopstukken over Topstukken (Universiteit Leiden, 2001), waarin gepubliceerd de lezing, gehouden naar aanleiding van het 85ste lustrum van de Universiteit van Leiden
- Die eeuwige rijst met Japanse thee (uitgeverij Bas Lubberhuizen/Euro Book Productions, 2003), brieven van de Nederlandse watermannen uit Japan

### Artikelen en lezingen
Van Gasteren hield voor uiteenlopende gezelschappen lezingen, in het bijzonder over kunst en technologie, Sardinië, het Normaal Amsterdams Peil, de Nederlandse waterhuishouding, de Nederlandse ingenieurs in Japan en IT (informatietechnologie).

Hij doceerde onder meer aan het Instituut voor Kunstnijverheid, de Politie Academie en het Institute for Social Studies. Hij was gasthoogleraar in de Verenigde Staten aan het Carpenter Center for Visual Arts aan Harvard en UCLA.

### Beeldende kunst
- Autosculptuur in Telecreatie (1964)
- Materieschilderijen, Stedelijk Museum Amsterdam (Liga Nieuw Beelden), 1966
- Multipels, Van Abbemuseum, Eindhoven, 1967: targets van het Milwaukee Police Department
- Materieschilderijen en multipels, Museum Fodor, Amsterdam, 1968
- Sunny Implo (met Fred Wessels), Stedelijk Museum Amsterdam, 1970
- Wortels van de Stad, metrostation Nieuwmarkt, opening 1980
- Inrichting van Neeltje Jans (met Wilhelm Holzbauer, Frei Otto, Martin Manning), 1987
- Normaal Amsterdams Peil (met Kees van der Veer), Stadhuis/Muziektheater, opening 1988

## Publicaties over Van Gasteren
- Jan Willem Regenhardt: Louis van Gasteren. Seismograaf van onze tijd. Soest, Boom, 2019. ISBN 978-90-244-2713-0

## Organisaties
Van Gasteren was (bestuurs)lid van
- Stichting Artec (Art and Technology), oprichter, secretaris
- Stichting Waterwerken, bestuurslid
- Stichting Vier Eeuwen Nederlands-Japanse Betrekkingen, oprichter, adviseur
- Stichting Normaal Amsterdams Peil, adviseur
- VOC-schip Amsterdam, adviseur
- Erelid Nederlandse Bond van Filmmakers

## Onderscheidingen
- Milkyway Cinema Award for Reality Research, 1978
- Zilveren Anjer Prins Bernhard Cultuurfonds, 2001
- Cultuurprijs Nederlandse Filmdagen, 2002
- Nederland-Japanprijs, 2004

## Productiemaatschappijen
- Spectrum Film (1951)
- Euro Television Productions (1969)
- Euro Book Productions (1975)
- Euro Site Productions (2004)